# Terminate and Stay Resident
Terminate and Stay Resident é uma técnica de programação (conhecida também pela sigla TSR) para os sistemas operacionais DOS. Consiste em criar um programa que retorna o controle para o sistema como se tivesse terminado sua execução, mas na verdade continua residente na memória. Muitos softwares utilizavam esta técnica para criar a ilusão de multi-tarefa trazendo o programa de volta à execução em determinados instantes pré-definidos ou em função de eventos externos. Alguns programas TSR serviam como drivers para dispositivos não suportados diretamente pelo MS-DOS enquanto outros eram aplicativos que ofereciam funcionalidades frequentemente usadas como listas de contatos, agendas e relógios.

## Ver Também
- Daemon_(computação) (Unix)